# Вильсон, Кеннет
Кеннет Геддес Ви́льсон (англ. Kenneth Geddes Wilson; 8 июня 1936, Уолтем, штат Массачусетс — 15 июня 2013, Сако, штат Мэн) — американский физик, лауреат Нобелевской премии по физике 1982 года «за теорию критических явлений в связи с фазовыми переходами».
Член Национальной академии наук США (1975), Американского физического общества (1998).

## Биография
Для обучения в Гарвардском университете Вильсон получил стипендию по результатам математического соревнования им. Патнема. Степень доктора философии (PhD) он получил в 1961 году в Калифорнийском технологическом институте под руководством Мюррея Гелл-Манна.
В 1963 году пришёл работать в Корнеллский университет на физический факультет в качестве ассистент-профессора, став в 1970 году полным профессором. В 1974 году получил в Корнеллском университете профессуру им. Джеймса Уикса по физике. Вместе с Лео Кадановым и Майклом Фишером был удостоен премии Вольфа по физике в 1980 году. В 1982 году стал лауреатом Нобелевской премии по физике за развитие теории фазовых переходов второго рода, которая учитывает влияние близлежащих молекул.
В 1985 году был назначен директором Корнеллского центра теории и моделирования в науке и конструкторском деле (более известен как Корнеллский теоретический центр) — одного из пяти суперкомпьютерных центров, что были созданы при помощи Национального научного фонда (США).
С 1988 года Вильсон был профессором физического факультета Университета штата Огайо.
В числе его учеников были Роман Джакив, Майкл Пескин и Пол Гинспарг.

## Вклад в науку
Разработал теорию критических явлений в связи с фазовыми переходами.
Ещё одним достижением Вильсона был его ответ на вопрос «Что такое квантовая теория поля?». Вильсон развил философию и методику перенормировочной группы.

## Награды
- 1973 — Премия Дэнни Хайнемана в области математической физики
- 1975 — Медаль Больцмана
- 1979 — Стипендия Гуггенхайма[5]
- 1980 — Премия Вольфа по физике
- 1980 — Гиббсовская лекция
- 1981 — Почётный доктор Гарвардского университета
- 1981 — Награда выдающемуся выпускнику Калтеха
- 1982 — Медаль Франклина
- 1982 — Нобелевская премия по физике
- 1984 — Медаль Эрингена[англ.]
- 1993 — Премия Анесура Рамана[англ.]